# Vorderbüchelberg (Spiegelberg)
Vorderbüchelberg ist ein Weiler der Gemeinde Spiegelberg im baden-württembergischen Rems-Murr-Kreis. Er hat 190 Einwohner und eine Markung von 2500 Morgen. Markantestes Gebäude ist das steinerne Schulhaus mit Türmchen.

## Geografie
Der Weiler steht im Naturpark Schwäbisch-Fränkischer Wald, naturräumlich gesehen im Unterraum Südwestliche Löwensteiner Berge der Schwäbisch-Fränkischen Waldberge, auf der Kuppe einer Rodungsinsel in etwa 500–515 m ü. NHN Höhe. Im Untergrund liegt der Stubensandstein (Löwenstein-Formation).
Der Ort ist an der Nord-, Ost- und vor allem der Südseite von alten Obstwiesen umgeben, der Blick nach Süden geht auf die Denteltal genannte Talkerbe des Dentelbachs, nach Westen über das Tal des Buchenbachs auf den 538,9 m ü. NHN hohen Stocksberg noch jenseits der Tallinie der beide Bäche aufnehmenden Spiegelberger Lauter. Die nächsten Orte sind Wüstenrot im Norden, Finsterrot im Nordosten, Alt- und Neufürstenhütte im Osten, Großhöchberg im Südosten, Spiegelberg im Süden, Neulautern im Südwesten und Stangenbach im Nordwesten. Die nächsten Groß- und Mittelstädte sind Backnang (20 km im Süden), Öhringen (21 km im Norden), Schwäbisch Hall (26 km im Osten) und Heilbronn (30 km im Nordwesten).

## Wirtschaft und Infrastruktur
Vorderbüchelberg ist durch die Kreisstraße 1819 mit Spiegelberg und Wüstenrot verbunden, die Teil der Ferienstraße Idyllische Straße ist. Diese ist aufgrund ihres kurvenreichen und landschaftlich reizvollen Verlaufs vor allem bei Motorrad-Fahrern und Ausflüglern beliebt. So ist der Ort auch touristisch geprägt mit zwei Ausflugslokalen und zahlreichen Wanderwegen. Zum anderen ist auch immer noch die Landwirtschaft eine tragende Säule der Wirtschaft Vorderbüchelbergs.